# Ярославль — Рыбинск (автодорога)
78К-0001 (бывшая Р151) — автодорога регионального значения, соединяющая крупнейшие города Ярославской области — Ярославль и Рыбинск, а также город Тутаев и посёлки городского типа Константиновский и Песочное. Идёт параллельно правому берегу реки Волги. Длина — 82 км.

## История
В 1930-х годах дорога Ярославль — Тутаев — Рыбинск из-за отсутствия твёрдого покрытия была непроезжей в течение 7—8 месяцев в году; по словам областной газеты «Северный рабочий», «Завязнешь — оттуда тебя и трактором не вытащат. Не каждая лошадь такой путь выдержит». Многие водители предпочитали делать крюк примерно 200 км, следуя через Ростов — Борисоглебский — Углич.
Было решено строить дорогу. Заранее заготовили 15 песчаных карьеров, инструмент, преимущественно лопаты и тачки. Летом 1940 года 100 тысяч ярославцев и 60 тысяч рыбинцев, двигаясь от своих городов, равномерно распределились вдоль дороги, некоторое количество костромичей начали строительство от Тутаева, куда прибыли на пароходах. Местами песок подвозили лошади. Подсыпка дорожного полотна была в основном сделана за один день. После того как дорога «улежалась», профессиональные каменщики начали укладывать булыжник. Строительство было завершено к 7 ноября.

## Маршрут
- Ярославль (Ленинградский проспект,  улица Большая Норская):  М8 на Москву, Переславль-Залесский, Ростов, Кострому, Данилов, Вологду и Архангельск;  на Углич и Мышкин
- Григорьевское:  Памятный валун на месте битвы народного ополчения против польско-литовских интервентов
- на Михайловский и Ярославль (Норское)
- Некрасово
- Белавино
- на Омелино
- (30 км) на Микляиху
- на Константиновский
- Фоминское
- Тутаев (38 км): проспект 50-летия Победы;  на паром через Волгу;  на Чёбаково, Никульское, Курбу и Шопшу
- на Мишаки
- на Лом
- на Песочное
- Октябрьский (68 км)
- на Панфилово
- Ермаково 1-е
- Копаево
- Рыбинск (82 км):  Р104 на Сергиев Посад, Калязин, Углич, Мышкин, Пошехонье и Череповец